# Cerithiella pernambucoensis
Cerithiella pernambucoensis is een slakkensoort uit de familie van de Newtoniellidae. De wetenschappelijke naam van de soort is voor het eerst geldig gepubliceerd in 2007 door Lima & Barros.